# Karel Franta
Karel Franta (Libčice nad Vltavou, 1928. május 1. – 2017. július 19.) cseh festő és illusztrátor.

## Élete
Franta Libčice nad Vltavou-ban született, grafikusként tanult Prágában. Együttműködött olyan gyermekek számára alkotó fontos művészekkel, mint Jiří Trnka és Helena Zmatlíková. Később Miloslav Holý és Vladimír Sychra Képzőművészeti Akadémiáján szerzett diplomát. A diploma megszerzése után gyermeklapok illusztrátora volt, valamint több gyerekkönyvet is illusztrált, köztük Reiner Kunze Leopold oroszlánját. Érdeklődési köre a zene volt: több illusztrációja foglalkozik zenei témákkal. Elnyerte az ENSZ UNICEF Nagydíját, és beiratkozott a Nemzetközi Gyermekkönyvek Szövetségébe. Számos egyéni és kollektív kiállítást rendezett.
Franta szívrohamban halt meg hosszan tartó betegség után, családja körében.

## Fordítás
- Ez a szócikk részben vagy egészben  a   Karel Franta című angol Wikipédia-szócikk ezen változatának fordításán alapul.  Az eredeti cikk szerkesztőit annak laptörténete sorolja fel. Ez a jelzés csupán a megfogalmazás eredetét és a szerzői jogokat jelzi, nem szolgál a cikkben szereplő információk forrásmegjelöléseként.